# 江南區 (日本)
江南区（日语：／ Kōnan ku */?）為新潟縣新潟市的行政区之一。包括了曾野木（不含日本海東北自動車道北側地區）、兩川、大江山3個地區、旧龜田町（不含龜田中島一部份）、旧橫越町。区公所位于龜田地区（旧龜田支所）。面積78.83平方公里，人口68,333人。

## 外部連結
- 新潟市
- 新潟市　江南区
- 亀田製菓 （页面存档备份，存于）
- 佐文工業所 （页面存档备份，存于）